# بیداری ساقط
بیداری ساقط (به انگلیسی: Waking the Fallen) دومین آلبومی است که توسط گروه هوی متال آمریکایی اونجد سون‌فولد در ۲۶ اوت ۲۰۰۳ منتشر شد. ضبط این آلبوم در شرکت «Hopeless Records» و به تهیه کنندگی اندرو مورداک و  فرد آرچامبات انجام شد.این آلبوم آخرین آلبومی بود که گروه اونجد سون فولد با سبک متال کور وارد بازار کرد و پس از این آلبوم این گروه تغییر سبک به هارد راک و هوی متال داد.این آلبوم اولین حضور جانی کریست به عنوان یکی از اعضای گروه بود.این آلبوم در ۱۵ ژوئیه ۲۰۰۹ امتیاز طلا را از شرکت آر آی ای ای بدست آورد. این آلبوم با نظر مثبت کارشناسان رو به رو شد و باعث شد تا نام گروه اونجد سون فولد را در کنار گروه‌های بزرگی همچون متالیکا و آیرون میدن قرار دهد.

## ترک لیست
| شماره      | نام                                      | مدت   |
| ---------- | ---------------------------------------- | ----- |
| ۱.         | «بیداری ساقط»                            | ۱:۴۲  |
| ۲.         | «اعترافات نامقدس»                        | ۴:۴۴  |
| ۳.         | «قسمت چهار»                              | ۵:۴۳  |
| ۴.         | «رمنیژن»                                 | ۶:۰۷  |
| ۵.         | «احترام به بی حرمتی»                     | ۵:۳۸  |
| ۶.         | «استراحت ابدی»                           | ۵:۱۳  |
| ۷.         | «ضربان دوم»                              | ۷:۰۰  |
| ۸.         | «کسوف تابشی»                             | ۶:۱۰  |
| ۹.         | «من امشب نمیخوام تو را ببینم (قسمت اول)» | ۸:۵۸  |
| ۱۰.        | «من امشب نمیخوام تو را ببینم (قسمت دوم)» | ۴:۴۵  |
| ۱۱.        | «بیماری های پنهان»                       | ۵:۰۰  |
| ۱۲.        | «و همه چیز به پایان خواهد رسید»          | ۷:۴۱  |
| مجموع مدت: | مجموع مدت:                               | ۶۸:۴۰ |

| بررسی انتقادی | بررسی انتقادی |
| منبع          | رتبه‌بندی      |
| ------------- | ------------- |
| آل‌میوزیک      | 4/5 ستاره     |
| کرنگ          |               |
| بلندر         | 4/5 ستاره     |